# Bega Valley
Bega Valley är en kommun i Australien. Den ligger i delstaten New South Wales, i den sydöstra delen av landet, omkring 360 kilometer söder om delstatshuvudstaden Sydney. Antalet invånare var 33 253 vid folkräkningen 2016.
Följande samhällen finns i Bega Valley:
- Merimbula
- Bega
- Eden
- Bermagui
- Tathra
- Candelo
- Bemboka
- Pambula
- Millingandi
- Buckajo
- Nethercote
- Brogo
- Cobargo
- Numbugga
- Quaama